# Haplochromis crassilabris
Haplochromis crassilabris é uma espécie de peixe da família Cichlidae.
É endêmica do Lago Vitória, nos territórios do Quénia, Tanzânia e Uganda. É possível que esteja extinta.